# Оман на летних Олимпийских играх 1988
Оман принимал участие в Летних Олимпийских играх 1988 года в Сеуле (Корея) во второй раз за свою историю, но не завоевал ни одной медали.
Самым юным участником оманской сборной стал 18-летний Сулейман Джума Обейд Аль Хабси, самым старшим — 32-летний стрелок Абдул Латиф Мохамед Аль-Балуши.
8 спортсменов (только мужчины) соревновались в трёх видах спорта:

## Лёгкая атлетика
- Сулейман Джума Обейд Аль Хабси (سليمان جمعة عبيد الحبسي): бег на 400 метров, эстафета 4х400 метров, не вышел в финал.
- Мансур Аюб Аль-Балуши (منصور أيوب البلوشي): бег на 800 метров, эстафета 4х400 метров, не вышел в финал.
- Абдулла Салем Аль-Халиди (عبد الله سالم الخالدي): бег на 100 метров, бег на 200 метров, эстафета 4х400 метров, не вышел в финал.
- Мухаммад Амер Аль-Рашед Аль-Малки (محمد عامر الراشد المالكى): бег на 400 метров — в финальном забеге показал время 45.03 и занял 8 место; также он участвовал в эстафете 4х400 метров.
- Авад Шаабан бин Фатех Аль-Самир (عوض شعبان بن فاتح السمير): пробежал марафонскую дистанцию за 2:46:59, в итоге 83 место из 98 пришедших к финишу.

## Стрельба
- Абдул Латиф Мохамед Аль-Балуши (عبد اللطيف محمد البلوشي): пневматическая винтовка с 10 метров — набрал 587 очков и занял 17 место.

## Бокс
- Абдулла Салем Аль Барвани (عبد الله سالم البرواني) проиграл бой в три раунда с австралийским боксёром Дарреном Оба (Darren John Obah).
- Хандал Мухаммад Аль-Харти (حنظل محمد الحارثي) проиграл бой шведу Ларсу Мюрбергу (рефери останавливает поединок — удар головой).